# 比尔茨山麓米歇尔巴赫
比尔茨山麓米歇尔巴赫（德語：Michelbach an der Bilz）是德国巴登-符腾堡州的一个市镇。总面积17.68平方公里，总人口3330人，其中男性1668人，女性1662人（2011年12月31日），人口密度188人/平方公里。